# Till Artur Priebe
Till Artur Priebe (* 1984 in Filderstadt) ist ein deutscher Schauspieler und Sprecher.

## Leben
Till Artur Priebe, wuchs als Sohn eines deutschen Vaters und einer mexikanischen Mutter,  in seinen ersten Lebensjahren in Mexiko-Stadt auf. Zu seiner Einschulung kam er nach Deutschland zurück und lebte anschließend überwiegend in Darmstadt. Kurz nach seiner Volljährigkeit nahm er bereits erstmals privaten Schauspielunterricht. Seine Schauspielausbildung absolvierte er dann von 2011 bis 2014 mit Auszeichnung an der Filmschauspielschule Berlin.
Seit 2011 stand Priebe regelmäßig vor der Kamera, zunächst in verschiedenen Kurzfilmen. 2013 drehte er beim Bayerischen Rundfunk die 6-teilige Dokufilmreihe „Zwischen Kindheit und Erwachsensein“, über die Geschichte der deutschen Jugend in West und Ost von den 1960er Jahren bis heute. Im Juni 2015 war er in zwei Folgen der Fernsehserie In aller Freundschaft (Regie: Peter Wekwerth) zu sehen, wo er, an der Seite von Tatjana Blacher, den erfolgreichen Rechtsanwalt Torben Feiler, den Sohn einer Obstbäuerin, verkörperte. Außerdem übernahm er 2015 eine Episodenhauptrolle in der RTL-Serie Gute Zeiten, schlechte Zeiten. 
2015 gab er sein Bühnendebüt unter der Regie von Kai Frederic Schrickel, als Horatio in der Hamlet-Produktion am „Neuen Globe Theater“ in Potsdam, dem er seither als festes Ensemblemitglied angehört. Mit dieser Produktion war er anschließend auch auf Tournee; u. a. gastierte er mit der Produktion am Lessingtheater Wolfenbüttel. Anfang 2016 spielte er am Schlosspark Theater in Berlin in dem Theaterstück Einer flog über das Kuckucksnest (Regie: Michael Bogdanov). 2016/2017 spielte er den Edmund in der König Lear-Inszenierung des „Neuen Globe Theaters“. Mit der Lear-Produktion gastierte Priebe im Juli 2016 auch bei den Burgfestspielen Dreieichenhain. 2017 gastierte Pribe mit der Lear-Produktion im Rahmen des „Rheinischen Kultursommers“ und bei den „Wetzlarer Festspielen“.  
Priebe ist auch als Synchronschauspieler und Sprecher (u. a. für ARENA Synchron, rbb Fernsehen, ARD, N24, ProSieben, Kabel1, Sat1, MDR) sowie für Werbung tätig.
Priebe, der neben der deutschen auch die mexikanische Staatsangehörigkeit besitzt, lebt in Berlin.

## Filmografie (Auswahl)
- 2013: Zwischen Kindheit und Erwachsensein (Dokufilmreihe)
- 2015: In aller Freundschaft (Fernsehserie, zwei Folgen, Episodenhauptrollen)
- 2015: Gute Zeiten, schlechte Zeiten (Fernsehserie, Episodenhauptrolle)